# 內德爾山
內德爾山（英語：Mount Neder），是南極洲的山峰，位於維多利亞地的彭內爾海岸，屬於阿納雷山脈的一部分，海拔高度1,010米，美國地質調查局根據測量和美國海軍拍攝的空中照片繪入地圖，現時由南極條約體系管理。